# Kamar Mashani
Kamar Mashani é uma cidade do Paquistão localizada na província de Punjab.